# Saint Mark (circunscripción electoral)

Saint Mark en Granada.

Saint Mark es una de las quince circunscripciones electorales en las que se divide Granada para las elecciones a la Cámara de Representantes. Está compuesta por el territorio de la parroquia homónima.
La circunscripción se creó para las elecciones de 1962, cuando se dividió la circunscripción que unía Saint Mark y Saint John. Entre 1962 y 1979 fue ocupada por Albert Forsythe, del Partido Laborista Unido de Granada (GULP), hasta la disolución del Parlamento tras la revolución socialista de 1979. Desde la invasión estadounidense de 1983 y posterior restauración de la democracia en 1984, la circunscripción de Saint Mark ha sido un férreo bastión del Nuevo Partido Nacional (NNP). Junto con Saint George North West, Saint Mark es una de las dos únicas circunscripciones electorales que no han cambiado de partido desde la restauración democrática. Clarice Modeste-Curwen es la representante del distrito desde 1999.
De cara a las elecciones de 2022, la circunscripción tenía 3.690 electores registrados.

## Representantes electos
| Elección | Partido | Partido                            | Parlamentario          |
| -------- | ------- | ---------------------------------- | ---------------------- |
| 1962     |         | Partido Laborista Unido de Granada | Albert Forsythe        |
| 1967     |         | Partido Laborista Unido de Granada | Albert Forsythe        |
| 1972     |         | Partido Laborista Unido de Granada | Albert Forsythe        |
| 1976     |         | Partido Laborista Unido de Granada | Albert Forsythe        |
| 1984     |         | Nuevo Partido Nacional             | Felix G. Alexander     |
| 1990     |         | Nuevo Partido Nacional             | Malcom C. Antoine      |
| 1995     |         | Nuevo Partido Nacional             | Willan Deusbury        |
| 1999     |         | Nuevo Partido Nacional             | Clarice Modeste-Curwen |
| 2003     |         | Nuevo Partido Nacional             | Clarice Modeste-Curwen |
| 2008     |         | Nuevo Partido Nacional             | Clarice Modeste-Curwen |
| 2013     |         | Nuevo Partido Nacional             | Clarice Modeste-Curwen |
| 2018     |         | Nuevo Partido Nacional             | Clarice Modeste-Curwen |
| 2022     |         | Nuevo Partido Nacional             | Clarice Modeste-Curwen |